# National Museum of the American Sailor
Musée national du marin américain
Le National Museum of the American Sailor (anciennement Great Lakes Naval Museum) est l'un des 10 musées américains officiels gérés par l'US Navy, sous la direction du Naval History & Heritage Command. La mission du musée national du marin américain est de sélectionner, de collecter, de préserver et d'interpréter l'histoire de l'US Navy en mettant particulièrement l'accent sur le marin enrôlé de la marine.

## Collections et expositions
Avec plus de 40 000 artefacts et documents, les collections du musée actuel détiennent un document irremplaçable sur la marine américaine. Présentant des uniformes et des accessoires navals du début des années 1900 à nos jours, ainsi que les plus grandes archives de photographies liées aux camps d'entraînement du pays, la collection raconte l'histoire du marin américain dans la marine américaine. Les expositions permanentes du musée comprennent des expositions liées au camp d'entraînement de la marine, à l'histoire des femmes et à la diversité dans la marine, à l'histoire de la Station navale des Grands Lacs et à son impact sur la marine dans son ensemble. Le musée propose également une exposition liée aux riches traditions d'honneur et d'individualité tissées dans les uniformes de la marine enrôlée, ainsi que des expositions axées sur la vie quotidienne d'un marin enrôlé.

## Histoire
Le musée a été fondé en 1991, au sein de la Naval Station Great Lakes, par la Great Lakes Naval Museum Foundation. En 2008, le musée a emménagé dans son emplacement actuel dans le bâtiment 42 nommé Hostess House, qui a été conçue en 1942 par l'éminent architecte Gordon Bunshaft du prestigieux cabinet d'architectes Skidmore, Owings and Merrill (SOM).
Pendant la Seconde Guerre mondiale, l'installation a servi de centre d'accueil pour près d'un million de marins qui sont entrés dans le camp d'entraînement avant de rejoindre la flotte. Après la guerre, le bâtiment a rempli diverses fonctions jusqu'à ce qu'il tombe en ruine et qu'il soit envisagé de le démolir. Cependant, il a été reconnu comme un exemple classique de l'architecture américaine moderne et réutilisé pour la création d'un musée qui a ouvert ses portes le 12 janvier 2009. En adoptant la Hostess House comme résidence, le National Museum of the American Sailor relie les marins enrôlés, les familles de la marine et le grand public à ce trésor architectural unique et au rôle central qu'il a joué dans l'histoire de la marine en temps de guerre.
En janvier 2009, il est devenu un musée officiel du département de la marine géré par le Naval History and Heritage Command (NHHC). Le 29 mai 2014, le secrétaire de la Marine Ray Mabus a publié SECNAVNOTE 5755, qui a officiellement changé le nom du Great Lakes Naval Museum en National Museum of the American Sailor. Ce nouveau titre reflète mieux le repositionnement stratégique d'un centre historique régional (station navale des Grands Lacs) à un musée qui capture toute l'expérience et l'histoire des marins des États-Unis et le rôle du musée en tant que source de formation patrimoniale pour les nouvelles recrues, les marins de la flotte, et des visiteurs civils de tout le pays ; mettant l'accent sur l'histoire de la transformation des civils en marins et de la contribution de ces marins à la protection de la nation.

## Programmes et ressources du musée
Le musée propose également des visites guidées, une série de conférences, des concerts de musique militaire et des programmes éducatifs basés sur les STEM (Un corps de bénévoles actifs participant à toutes les fonctions du musée). La collection du musée est ouverte au grand public pour la recherche universitaire sur rendez-vous.